# Marie Angélique de Scorailles
Marie Angélique de Scorailles (červenec 1661 – 28. června 1681) byla francouzská šlechtična a jedna z mnoha milenek krále Ludvíka XIV. Nejprve se stala dvorní dámou královy švagrové, orleánské vévodkyně Alžběty Šarloty. Právě u jejího dvora zaujala královu pozornost a v roce 1679 s ním navázala intimní vztah. Zemřela o dva roky později, pravděpodobně kvůli komplikacím při porodu.

## Králova milenka
Marie Angélique se narodila v roce 1661 v Château de Cropières. Pocházela ze staré šlechtické rodiny; její otec Jean Rigal de Scoraille, markýz de Roussille (1618–1701) byl důstojníkem královské armády. Její rodina si uvědomovala, že díky její kráse by si mohla zajistit bohatství, byla tedy vyslána na královský dvůr. Na dvůr krále Ludvíka XIV. přijela v roce 1678 ve svých 17 letech a byla přijata do služeb jako dvorní dáma orleánské vévodkyně Alžběty Šarloty. Tou dobou se král rozešel se svou dlouhodobou milenkou Madame de Montespan a navazoval poměr s vychovatelkou svých nemanželských dětí, Madame de Maintenon. Ztratil však dočasně zájem i o ni, když si všiml krásy mladé Marie Angélique. Velmi záhy spolu navázali intimní poměr.
Marie Angélique překypovala fyzickou krásou, podle zpráv od dvora však byla velmi hloupá. Samotná vévodkyně Alžběta Šarlota ji popisovala jako stupidní malé stvoření, které však má dobré srdce. Král Ludvík, tehdy 41 let starý, po jejím boku omládl. Začal znovu nosit diamanty, stuhy a peří. Marii věnoval perleťově šedý kočár s osmi koňmi.
Brzy to vypadalo, že Marie otěhotněla, což velmi rozčílilo Madame de Montespan, která si myslela, že tento románek není vážný a král se snaží Marii neoplodnit. V lednu roku 1680 porodila Marie Angélique syna, který však ihned po porodu zemřel. V dubnu jí Ludvík přislíbil titul vévodkyně z Fontanges a důchod ve výši 80 tisíc liber, což bylo jeho zvykem po ukončení mileneckého poměru. Marie Angélique se stala vévodkyní, ale po porodu se necítila dobře a odešla do opatství v Chelles.

## Smrt
V roce 1681 dostala Marie Angélique vysokou horečku a byla poslána do opatství Port-Royal, kde podle několika zdrojů předčasně porodila dceru, která rovněž jako její první dítě zemřela ihned po narození. S vědomím, že brzy zemře, si přála vidět krále Ludvíka XIV., který údajně plakal dojetím u její smrtelné postele. Marie měla pronést, že když mohla vidět krále, může již zemřít šťastná. Tento příběh se ukázal být smyšleným, jelikož podle dvora ve Versailles král na Marii dávno zapomněl. Marie Angélique zemřela 28. června 1681 ve věku nedožitých 20 let.
Ludvík XIV. si nepřál, aby byla na jejím těle provedena pitva, na nátlak rodiny ale nakonec provedena byla. Doktoři zjistili, že její plíce byly ve velmi špatném stavu, zvláště pravá, na které bylo nalezeno větší množství hnisu. Marie Angélique měla hrudník zaplavený tekutinou. Všech šest doktorů prohlásilo, že zemřela přirozenou smrtí.

#### Možná smrt otrávením
Jelikož Marie Angélique zemřela v době, kdy ve Francii probíhala tzv. travičská aféra, počítalo se i s variantou, že byla rovněž otrávena. Během výslechu podezřelých osob se několik žen ze dvora přiznalo, že si přály, aby Marie ze dvora zmizela.
François Filastre, služebný z domu Marie, byl zatčen a při výslechu na otázku, co vše ví o smrti vévodkyně, uvedl, že Madame de Montespan najala vraha, který měl Marii zabít. Krále podle něj nadevše milovala a přála si, aby se k ní vrátil. Předtím, než byl popraven, se Filastre přiznal ke lži a uvedl, že je dlouhodobě nemocen a přál si popravou ukončit své trápení. Přestože se zvěsti o otravě množily, pochybné důkazy od různých nespolehlivých svědků, kteří je buď odvolali nebo si vzájemně odporovali, znamenaly, že nikdy nebyla vznesena žádná obvinění.
Podle historiků Marie Angélique zemřela pravděpodobně na pneumonii způsobenou proděláním tuberkulózy. Další z možností je velká ztráta krve po porodu nebo také fakt, že část placenty mohla zůstat v jejím těle a způsobit otravu krve.